# André-Joseph Léonard
André-Joseph Léonard (ur. jako André Léonard 6 maja 1940 w Jambes) – belgijski duchowny katolicki, biskup diecezjalny Namur w latach 1991–2010, arcybiskup metropolita Brukseli, prymas i biskup polowy Królestwa Belgii w latach 2010–2015, arcybiskup senior od 2015.

## Życiorys
Przyszedł na świat w miasteczku niedaleko Namur. Jego ojciec zmarł 10 dni później w wyniku inwazji niemieckiej w Belgii. Ma trzech braci, którzy tak jak on zostali księżmi. Ukończył uniwersytety w Leuven i w Rzymie w Kolegium Belgijskim. Święcenia kapłańskie otrzymał 19 lipca 1964 z rąk bpa André-Marie Charue, ordynariusza Namur. Kontynuował studia na Uniwersytecie Gregoriańskim w Rzymie, a także w Louvain, gdzie uzyskał doktorat z filozofii. Od 1974 był wykładowcą w Louvain. Od 1976 profesor nadzwyczajny, a od 1980 zwyczajny. W latach 1978–1991 był rektorem Wyższego Seminarium Duchownego Świętego Pawła w Namurze. W 1987 został członkiem Międzynarodowej Komisji Teologicznej.
7 lutego 1991 papież Jan Paweł II mianował go biskupem rodzinnej diecezji Namur. 14 kwietnia 1991 przyjął sakrę biskupią z rąk kardynała Godfrieda Danneelsa. W 1999 głosił z woli papieża rekolekcje wielkopostne dla Kurii Rzymskiej. 18 stycznia 2010 papież Benedykt XVI ustanowił go arcybiskupem Mechelen – Brukseli i prymasem Królestwa Belgii. 27 lutego odbył ingres do katedry. Tego samego dnia został mianowany przez papieża biskupem polowym Belgii.
Hierarcha postanowił zmienić swoje imię – Mutien na Joseph, gdyż stolica prymasowska ma być ośrodkiem jedności w kraju podzielonym na część flamandzką i walońską. Imię Józef jest bliskie mieszkańcom całego kraju.
6 listopada 2015 papież Franciszek przyjął jego rezygnację z obowiązków arcybiskupa metropolity mecheleńsko-brukselskiego, prymasa i biskupa polowego Królestwa Belgii. Następcą został Josef De Kesel.